# Kfz-Kennzeichen (Kiribati)

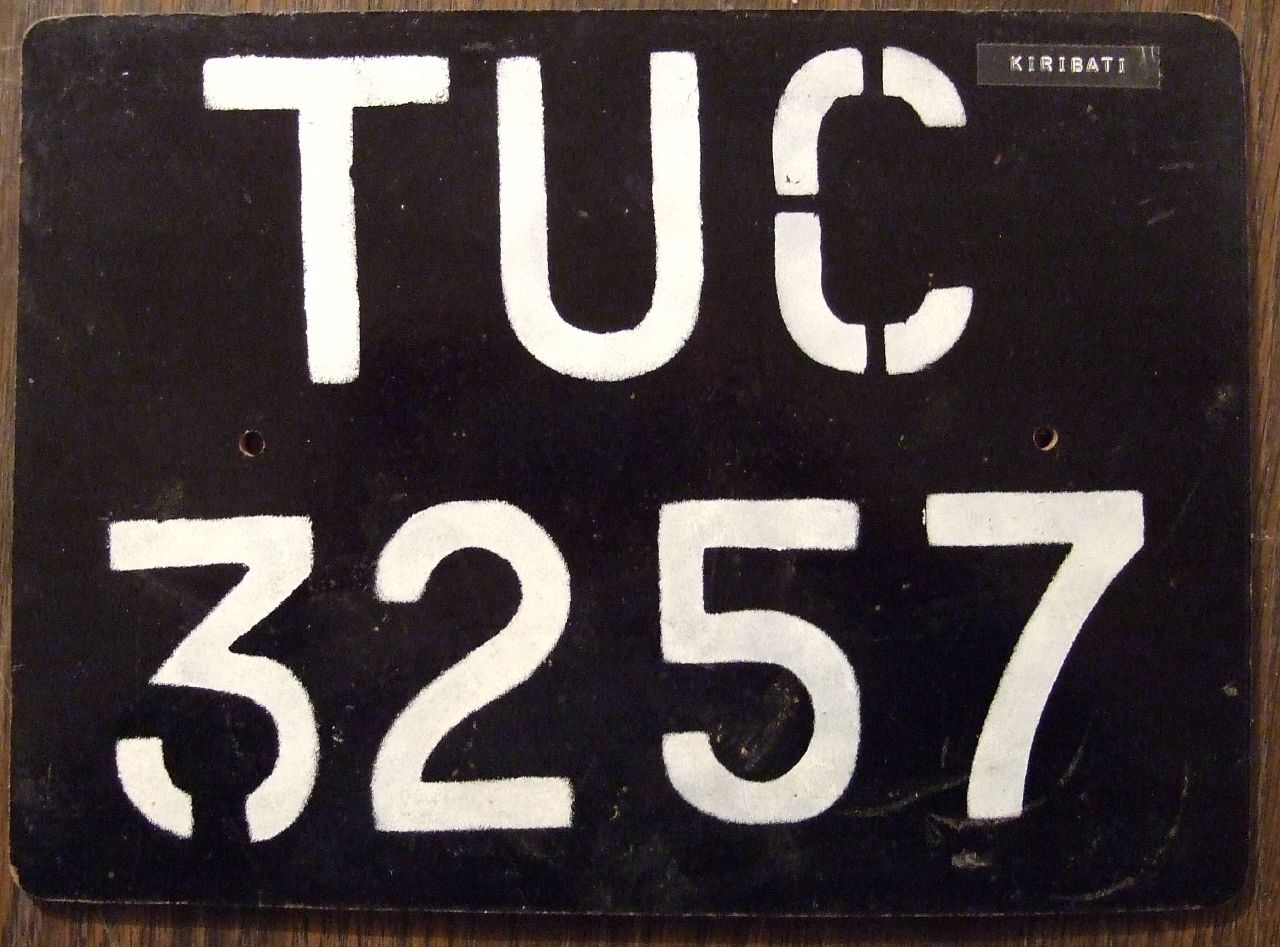
Kfz-Kennzeichen aus South Tarawa aus den 1980er Jahren

Die Kfz-Kennzeichen Kiribatis zeigen weiße Lettern auf schwarzem Grund. Seit 2010 besteht die Aufschrift in der Regel aus zwei Buchstaben. Der erste Buchstabe gibt den Local Council an, der zweite ist meist gelb geschrieben und gibt die Fahrzeugklasse an. Anschließend folgen maximal vier Ziffern. Davor kennzeichneten drei Buchstaben den Local Council, die Fahrzeugklasse war aus dem Kennzeichen nicht ersichtlich. Da es kein einheitliches vorgeschriebenes Design gibt, werden die Kfz-Kennzeichen aus unterschiedlichen Materialien gefertigt, die Lettern teilweise handgemalt, teilweise mit dem kiribatischen Wappen versehen und kommen in verschiedensten Formen und Größen vor.

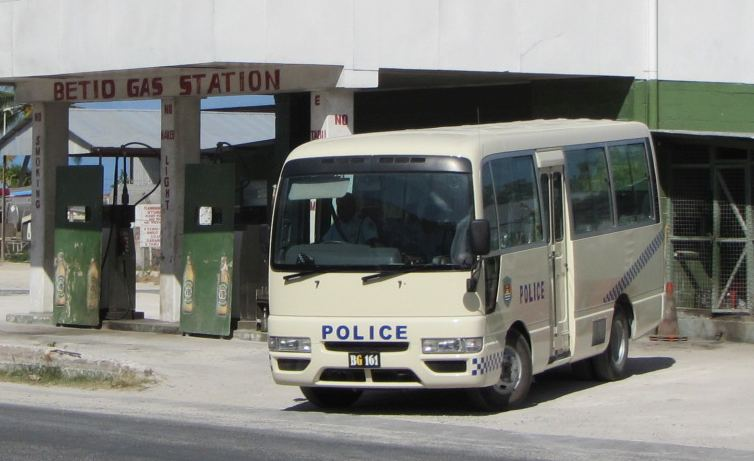
Staatlicher Polizeibus aus Betio im Jahr 2011

Fahrzeugklassen:
| Buchstabe | Fahrzeugklasse                |
| --------- | ----------------------------- |
| A         | Busse                         |
| B         | gewerblich genutzte Fahrzeuge |
| C         | privat genutzte Fahrzeuge     |
| D         | einspurige Fahrzeuge          |
| E         | Anhänger                      |
| G         | staatliche Fahrzeuge          |

Kürzel einiger Local Councils:
| Buchstaben bis 2010 | Buchstaben seit 2010 | Local Council |
| ------------------- | -------------------- | ------------- |
| BTC                 | B                    | Betio         |
| TUC                 | T                    | South Tarawa  |
| XMS                 | X                    | Kiritimati    |